# Faro di Slettnes
Il Faro di Slettnes (in norvegese: Slettnes fyr) è un faro situato a Gamvik, nella contea di Finnmark in Norvegia. È considerato il faro continentale più settentrionale del mondo.

## Storia
Costruito a partire dal 1903, il faro è stato attivato due anni dopo, nel 1905. Nel 1922, venne aggiunta una sirena per segnalare la costa in caso di nebbia fitta. Gravemente danneggiato dalle truppe tedesche durante la seconda guerra mondiale, il faro è stato ricostruito nella sua forma attuale nel 1948, con annessi locali per il guardiano e la sua famiglia. Nel 1998 il faro è entrato nel patrimonio culturale norvegese, mentre nel 2005 è stato uno degli ultimi fari della Norvegia a ricevere l'automatizzazione. Oggi il faro, di proprietà della Kystverket, la guardia costiera norvegese, è visitabile nel periodo estivo.

## Descrizione
Il faro si trova nella penisola di Nordkinn, lungo il Mare di Barents, a circa 3 km a nord del villaggio di Gamvik, nel punto più settentrionale della penisola scandinava. La struttura del faro è in ghisa; questo ne fa l'unico faro della contea di Finnmark ad essere di tale materiale. La luce del faro è posta ad un'altezza di 44 metri, mentre la portata del faro è di 17.6 miglia nautiche (circa 32,6 km).

## Curiosità
Per il fenomeno del sole di mezzanotte, il faro viene acceso solamente nel periodo tra il 12 agosto e il 24 aprile.

## Galleria d'immagini

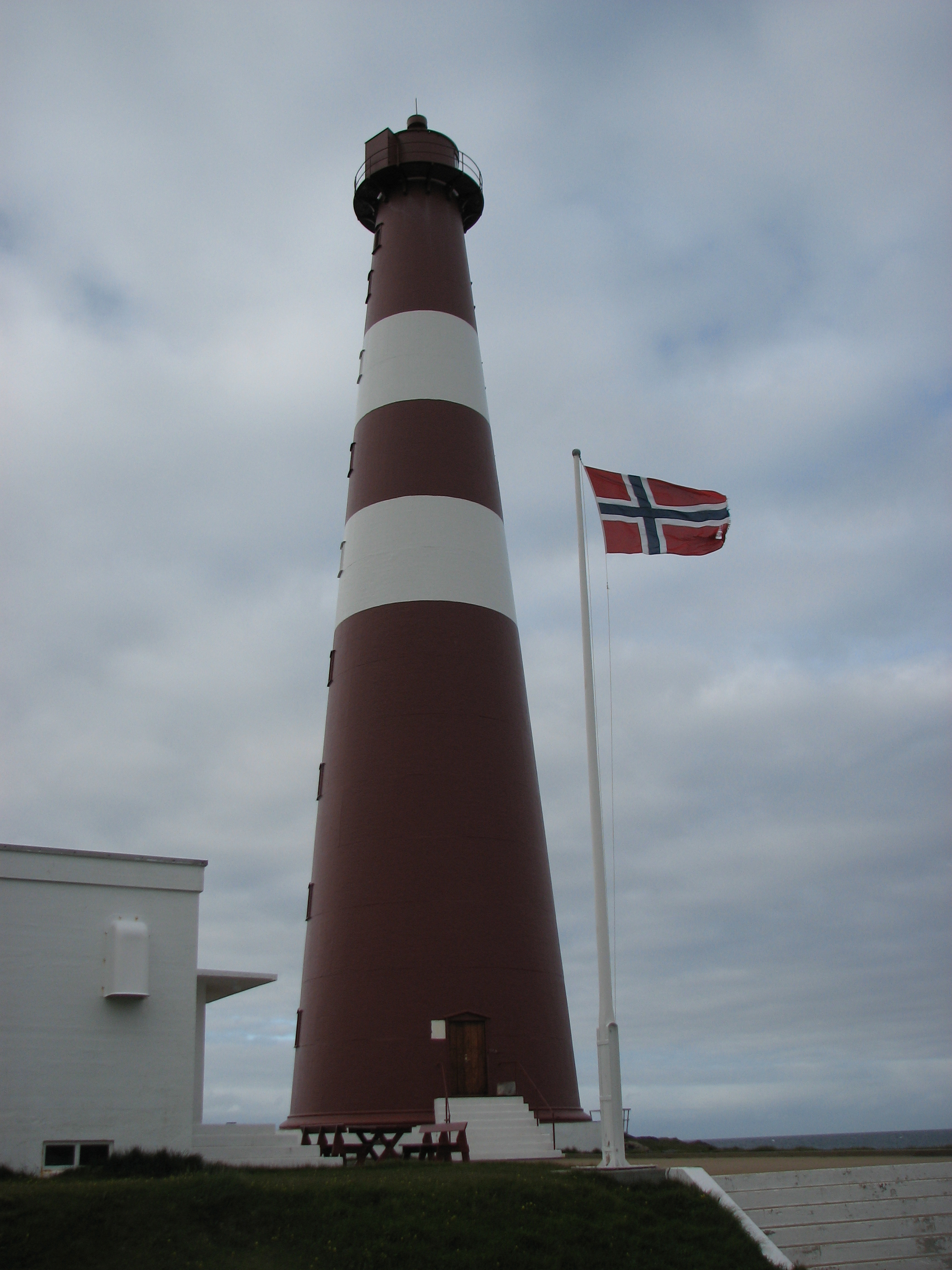
Vista del faro con la bandiera norvegese
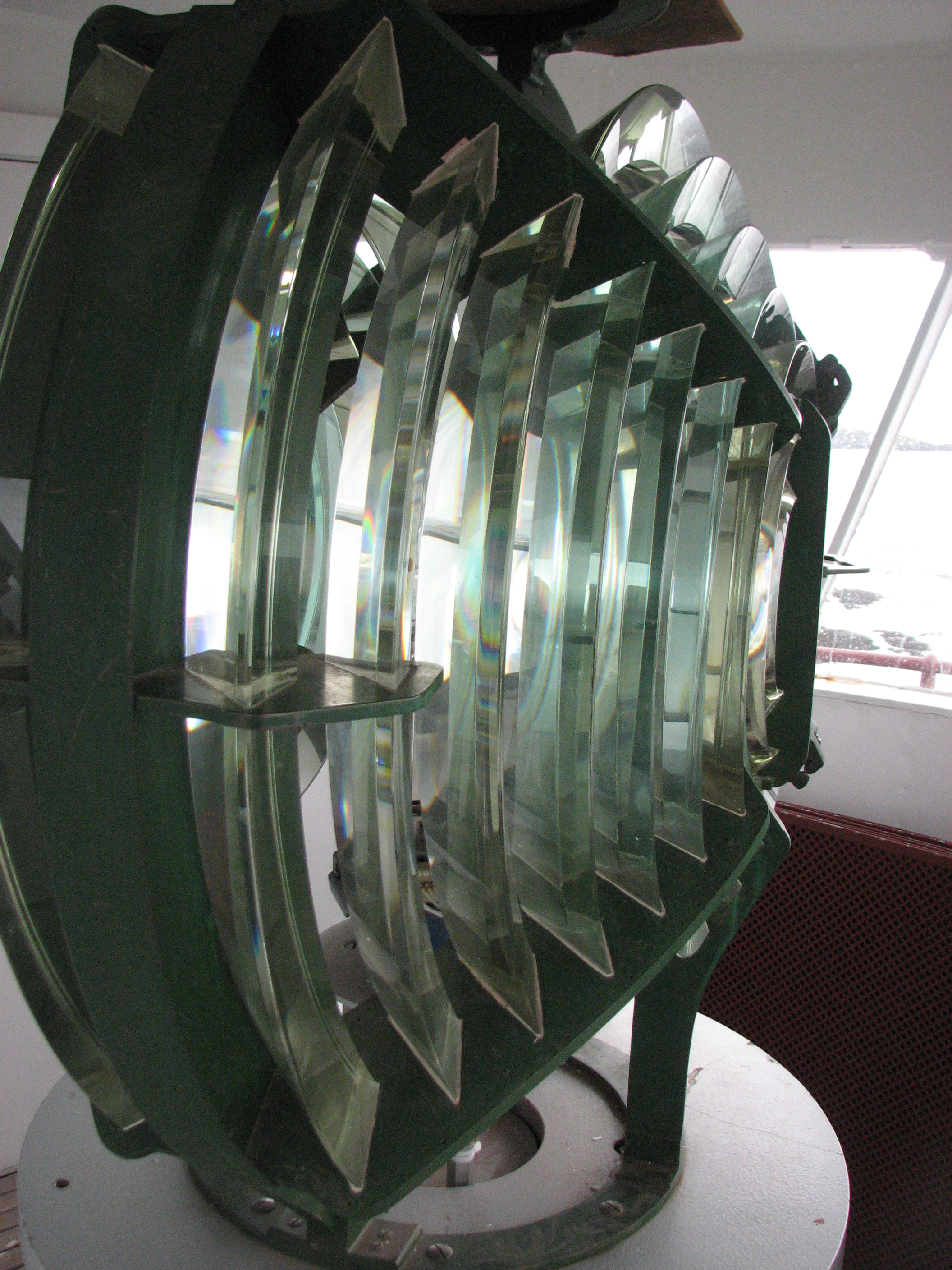
Particolare della lente